# Pečje
Pečje este o localitate din comuna Sevnica, Slovenia, cu o populație de 108 locuitori.